# Tumtscha
Die Tumtscha (russisch Тумча, Тунтсайоки; finnisch Tuntsajoki) ist ein Fluss in Finnland und in Russland (Oblast Murmansk und Republik Karelien).
Der Fluss entsteht als Tuntsajoki im Tuntsa-Wildnisgebiet (Tuntsan erämaa) wenige Kilometer westlich der russisch-finnischen Grenze. Von dort fließt er in südsüdöstlicher Richtung und überquert später die Grenze nach Russland.
Er passiert die Kleinstadt Alakurtti. Etwa 16 km vor seiner Mündung in den Tumtschosero mündet der von Westen kommende Kutsajoki in den Fluss. Früher durchfloss die Tumtscha den Tumtschosero. Seit den 1960er Jahren wird die Kowda abstrom am Wasserkraftwerk von Iowsk aufgestaut, so dass sich eine Seenlandschaft gebildet hat, zu welcher auch der Tumtschosero zählt. Spätestens ab diesem Punkt wird der Fluss als Tumtscha bezeichnet.
Auf den letzten Kilometern ihres Flusslaufs überquert die Tumtscha die Grenze zur Republik Karelien. Das Einzugsgebiet umfasst 5240 km². Die gesamte Fließlänge von Tuntsajoki und Tumtscha beträgt 207 km.
Der Fluss wird von Schneeschmelze und Niederschlägen gespeist.
Der mittlere Abfluss 26 km oberhalb der Mündung beträgt 51 m³/s. Ende Oktober / November gefriert der Fluss und bleibt bis Mai eisbedeckt.